# Juan Jorge IV de Sajonia

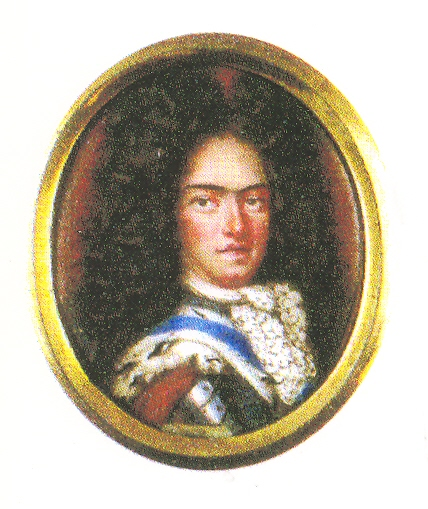
Juan Jorge IV, elector de Sajonia.

Juan Jorge IV de Sajonia (Dresde, 18 de octubre de 1668-ibidem, 27 de abril de 1694) fue elector de Sajonia y miembro de la Casa de Wettin.

## Biografía
Juan Jorge era el hijo mayor del elector Juan Jorge III de Sajonia y de su esposa, Ana Sofía de Dinamarca, y sucedió a su padre tras su muerte el 12 de septiembre de 1691.
A principios de su reinado su consejero de mayor confianza fue Hans Adam von Schöning, quien lo encaminó hacia una unión entre Sajonia y Brandeburgo, en busca de una actitud de independencia del emperador. Se le hizo la propuesta a Leopoldo I de Habsburgo, quien no quiso aceptar, y a consecuencia, las armas imperiales amenazaron al electorado. Para terminar con las controversias y alejar al peligro, el consejero Schöning fue puesto en prisión en julio de 1692. Al año siguiente, el emperador contrajo un acuerdo con Juan Jorge que reportaba una estrecha alianza entre el Electorado y el Imperio.
En Leipzig el 17 de abril de 1692, Juan Jorge contrajo matrimonio con Leonor Edmunda de Sajonia-Eisenach, margravina viuda de Brandeburgo-Ansbach. El joven elector fue forzado a casarse por su madre, Ana Sofía de Dinamarca, con la clara intención de dar herederos legítimos al electorado. 
El matrimonio de Juan Jorge fue bastante infeliz, y buscó consuelo en los brazos de su amante, Magdalena Sibila de Neidschutz. Su padre ya había tratado de separarlos, preocupado por su cercanía sanguínea: en realidad, Magdalena, era hija ilegítima del elector Juan Jorge III y de Úrsula Margarita de Haugwitz; por orden del elector, Úrsula se casó con el coronel Rodolfo de Neidschutz, quien debía aparentar ser formalmente el padre de la niña. Como consecuencia, Juan Jorge y Magdalena Sibila eran medio hermanos.
Probablemente el joven Juan Jorge jamás estuvo al corriente de la estrecha relación familiar que lo unía con su amante, y tan pronto murió su padre y tomó su puesto, vivió con ella abiertamente y se convirtió en su "favorita" o amante oficial.
Su esposa, Leonor Edmunda, cada día más humillada por su marido, fue relegada al Hofe, que era la residencia oficial de los electores, mientras Juan Jorge se fue con Magdalena Sibila a vivir a otro palacio.
Locamente enamorado de su amante y con serias intenciones de casarse con ella, Juan Jorge intentó asesinar a su mujer. Esto fue evitado gracias a la intervención de su hermano menor, Federico Augusto, cuando Juan Jorge trató de atravesar a Leonor con la espada, el desarmado Federico Augusto logró desviar el golpe con las manos desnudas. Esto le causó una discapacidad permanente.
El 20 de febrero de 1693, Magdalena Sibila fue nombrada condesa de Rochlitz (Reichgrafïn von Rochlitz) por un Decreto Imperial. Poco antes había dado a luz a la única hija de la pareja, Guillermina María. Al legitimarla, el rey y la reina de Inglaterra fueron sus padrinos. Pero la felicidad no duró mucho, ya que al poco tiempo la reciente madre contrajo viruela y murió el 4 de abril de 1694 en brazos de Juan Jorge, quien contrajo también la enfermedad.
Juan Jorge falleció veintitrés días más tarde, el 27 de abril, y fue sepultado en la Catedral de Freiberg.
Al morir sin herederos, fue sucedido como elector por su hermano, Federico Augusto. El nuevo elector se compadeció de la pequeña Guillermina María y la crio en su corte, la reconoció como sobrina y la casó con un conde polaco.